# K.Will
Kim Hyung-soo (hangul: 김형수), mer känd under artistnamnet K.Will (hangul: 케이윌), född 30 december 1981 i Gwangju, är en sydkoreansk sångare. Han debuterade 2007 och är idag aktiv under Starship Entertainment. K.Will har släppt flera framgångsrika album och singlar, samt spelat in flera OST till sydkoreanska TV-draman.

## Diskografi

### Album
| Albuminformation                                                            | Topplacering          |
| Albuminformation                                                            | Sydkorea (Gaon Chart) |
| --------------------------------------------------------------------------- | --------------------- |
| Left Heart (Studioalbum) - Släppt: 6 mars 2007                              | —                     |
| Dropping the Tears (EP-skiva) - Släppt: 31 mars 2009                        | 42                    |
| Missing You (Studioalbum) - Släppt: 5 november 2009                         | 22                    |
| My Heart Beating (EP-skiva) - Släppt: 10 mars 2011                          | 3                     |
| I Need You (EP-skiva) - Släppt: 14 februari 2012                            | 4                     |
| The 3rd Album (Studioalbum) - Nyutgåva: Part 2: Love Blossom (4 april 2013) | 2                     |
| Will In Fall (EP-skiva) - Släppt: 18 oktober 2013                           | 4                     |
| One Fine Day (EP-skiva) - Släppt: 26 juni 2014                              | 4                     |
| [RE:] (EP-skiva) - Släppt: 25 mars 2015                                     | 7                     |

### Singlar
| År   | Titel                                                 | Topplacering          |
| År   | Titel                                                 | Sydkorea (Gaon Chart) |
| ---- | ----------------------------------------------------- | --------------------- |
| 2007 | "Left Heart"                                          | —                     |
| 2007 | "Will Do"                                             | —                     |
| 2008 | "Love 119" (ft. MC Mong)                              | —                     |
| 2009 | "Dropping the Tears"                                  | —                     |
| 2009 | "1 Drop per Second" (ft. Dynamic Duo)                 | —                     |
| 2009 | "Chocolate" (med Mario)                               | —                     |
| 2009 | "Missing You"                                         | 46                    |
| 2009 | "Hypnosis" (ft. Outsider)                             | 97                    |
| 2009 | "Snowy Village" (med flera artister)                  | —                     |
| 2010 | "Present" (ft. Eun Ji-won)                            | 3                     |
| 2010 | "After the Bus Left" (med Miryo)                      | 14                    |
| 2011 | "Amazed" (ft. Simon D & Hyolyn)                       | 2                     |
| 2011 | "My Heart Beating"                                    | 1                     |
| 2011 | "Speechless"                                          | 23                    |
| 2011 | "Pink Romance" (med Starship Planet)                  | 25                    |
| 2012 | "I Hate Myself"                                       | 2                     |
| 2012 | "I Need You"                                          | 1                     |
| 2012 | "We Never Go Alone"                                   | 6                     |
| 2012 | "Please Don't..."                                     | 2                     |
| 2012 | "White Love" (med Soyou & Jeongmin)                   | 6                     |
| 2013 | "Even If You Play" (med Chakun)                       | 13                    |
| 2013 | "Love Blossom"                                        | 2                     |
| 2013 | "You Don't Know Love"                                 | 1                     |
| 2013 | "Snow Candy" (med Starship Planet)                    | —                     |
| 2013 | "Perfume" (med Jeon Woo-sung)                         | —                     |
| 2014 | "Peppermint Chocolate" (med Mamamoo ft. Wheesung)     | 10                    |
| 2014 | "Day 1"                                               | 2                     |
| 2014 | "Love Is You" (med Starship Planet)                   | —                     |
| 2015 | "Growing"                                             | 7                     |
| 2015 | "Softly" (med Starship Planet)                        | —                     |
| 2016 | "You Call It Romance" (ft. Davichi)                   | 2                     |
| 2016 | "Cook For Love" (med Junggigo, Brother Su & Jooyoung) | 23                    |
| 2016 | "The Day" (med Baekhyun) SM Station                   | 8                     |
| 2016 | "That's What" (med Mad Clown)                         | 27                    |

### Soundtrack
| År   | Titel                   | Topplacering          | Serie                    |
| År   | Titel                   | Sydkorea (Gaon Chart) | Serie                    |
| ---- | ----------------------- | --------------------- | ------------------------ |
| 2005 | "Dream"                 | —                     | A Love to Kill           |
| 2006 | "Like a Fool"           | —                     | Syndrome                 |
| 2007 | "Moon Setting Alone"    | —                     | War of Money             |
| 2008 | "Wish"                  | —                     | King Sejong the Great    |
| 2009 | "Love is a Punishment"  | —                     | Brilliant Legacy         |
| 2009 | "They Can't Love"       | —                     | Soul Special             |
| 2010 | "Not So Far as My Love" | 8                     | OB & GY                  |
| 2010 | "Sun"                   | 83                    | Big Thing                |
| 2011 | "Real Love Song"        | 25                    | The Greatest Love        |
| 2012 | "My Love Is Crying"     | 13                    | The King 2 Hearts        |
| 2012 | "You Are Love"          | 33                    | Arang and the Magistrate |
| 2012 | "Love Like This"        | 2                     | Cheongdam-dong Alice     |
| 2014 | "Like a Star"           | 5                     | My Love from the Star    |
| 2014 | "The Only Person"       | 14                    | Pinocchio                |
| 2015 | "Thank U"               | —                     | Warm and Cozy            |
| 2015 | "Come to Me"            | —                     | Yong-pal                 |
| 2015 | "Cold"                  | —                     | Remember: War of the Son |
| 2016 | "Talk Love"             | 1                     | Descendants of the Sun   |
| 2016 | "Melting"               | 8                     | Love in the Moonlight    |